# Gazeta Sporturilor
Gazeta Sporturilor (La Gazzetta dello Sport) è un quotidiano sportivo romeno.
Fondato nel 1924, è il più antico e longevo giornale sportivo romeno. È il giornale più venduto in Romania, nonché il giornale online più visitato. Dopo l'instaurazione del regime comunista, fu sostituito da "Sportul", sotto l'egida del Partito Comunista Romeno. Ha poi ripreso il suo vecchio nome nel 1990 in seguito alla caduta del regime, divenendo anche tra i primi giornali privatizzati in Romania dopo la rivoluzione del 1989.